# Greivin Chinchilla
Greivin Orlando Chinchilla Hernández (San Isidro de El General, Pérez Zeledón, 28 de diciembre de 1989)  es un futbolista costarricense que juega como lateral derecho y actualmente milita en el AS Puma Generaleña de la Primera División de Costa Rica.